# Darreh Asali
 (juillet 2018).
Darreh Asali (en persan : دره عسلي romanisé en Darreh ‘Asalī et également connu sous les noms de ‘Asalū et de Darreh ‘Asalū) est un village de la province du Fars en Iran. Lors du recensement de 2006, sa population était de 441 habitants pour 96 familles.